# Haiz (EP)
Haiz es el EP debut de la cantante estadounidense Hailee Steinfeld. Se estrenó el 13 de noviembre de 2015 por Republic Records. El EP fue promocionado por el sencillo principal «Love Myself» que alcanzó el top 40 en múltiples listas de sencillos internacionales.

## Antecedentes y lanzamiento
En 2015, Steinfeld interpretó a Emily Junk en la película de comedia musical Pitch Perfect 2, donde debutó sus aspiraciones musicales. También lanzó una versión acústica de «Flashlight», una canción presentada en la película e interpretada por la cantante británica Jessie J en la banda sonora. Una semana después del estreno de la película, Steinfeld anunció que había firmado un contrato con la disquera Republic Records y planeaba lanzar un sencillo ese verano. El título y la fecha de lanzamiento de HAIZ fueron revelados por Billboard el 2 de noviembre de 2015. Se estrenó finalmente el 13 de noviembre de 2015.
El EP fue relanzado el 26 de febrero de 2016 para reemplazar la versión en solitario original de «Rock Bottom» con el remix con DNCE, que se estrenó como segundo sencillo. El 15 de julio de 2016, se volvió a lanzar por segunda vez para incluir el nuevo sencillo, «Starving», así como una pista adicional.

## Lista de canciones
| Primer lanzamiento |                           |                                                                                   |          |  |
| N.º                | Título                    | Escritor(es)                                                                      | Duración |  |
| 1.                 | «Love Myself»             | Mattias Larsson, Robin Fredriksson, Oscar Holter, Julia Michaels y Justin Tranter | 3:38     |  |
| 2.                 | «You're Such A»           | Larsson, Fredriksson, Michaels y Tranter                                          | 3:36     |  |
| 3.                 | «Rock Bottom»             | Larsson, Fredriksson, Michaels y Tranter                                          | 3:18     |  |
| 4.                 | «Hell Nos and Headphones» | Larsson, Fredriksson, Michaels y Tranter                                          | 3:50     |  |

| Segundo lanzamiento |                                                 |                                                  |                                |          |  |
| N.º                 | Título                                          | Escritor(es)                                     | Productor(s)                   | Duración |  |
| 1.                  | «Love Myself»                                   | Larsson, Fredriksson, Holter, Michaels y Tranter | Mattman & Robin y Oscar Holter | 3:38     |  |
| 2.                  | «You're Such A»                                 | Larsson, Fredriksson, Michaels y Tranter         | Mattman & Robin                | 3:36     |  |
| 3.                  | «Rock Bottom» (featuring DNCE) (Single Version) | Larsson, Fredriksson, Michaels y Tranter         | Mattman & Robin                | 3:18     |  |
| 4.                  | «Hell Nos and Headphones»                       | Larsson, Fredriksson, Michaels y Tranter         | Mattman & Robin                | 3:50     |  |
| 5.                  | «Rock Bottom»                                   | Larsson, Fredriksson, Michaels y Tranter         | Mattman & Robin                | 3:18     |  |

| Edición Japón |                                                   |                                                                                           |                                |          |  |
| N.º           | Título                                            | Escritor(es)                                                                              | Productor(s)                   | Duración |  |
| 1.            | «Love Myself»                                     | Larsson, Fredriksson, Holter, Michaels, Tranter y Steinfeld                               | Mattman & Robin y Oscar Holter | 3:38     |  |
| 2.            | «You're Such A»                                   | Larsson, Fredriksson, Michaels y Tranter                                                  | Mattman & Robin                | 3:36     |  |
| 3.            | «Rock Bottom» (featuring DNCE) (Single Version)   | Larsson, Fredriksson, Michaels y Tranter                                                  | Mattman & Robin                | 3:18     |  |
| 4.            | «Hell Nos and Headphones»                         | Larsson, Fredriksson, Michaels y Tranter                                                  | Mattman & Robin                | 3:50     |  |
| 5.            | «Starving» (with Grey featuring Zedd)             | Michael Trewartha, Kyle Trewartha, Robert McCurdy, Christopher Petrosino y Asia Whiteacre | Grey y Zedd                    | 3:01     |  |
| 6.            | «Rock Bottom»                                     | Larsson, Fredriksson, Michaels y Tranter                                                  | Mattman & Robin                | 3:18     |  |
| 7.            | «Let It Go»                                       | James Bay y Paul Barry                                                                    |                                | 3:59     |  |
| 8.            | «Love Myself» (Acoustic)                          | Larsson, Fredriksson, Holter, Michaels, Tranter y Steinfeld                               |                                | 2:42     |  |
| 9.            | «Hell Nos and Headphones» (Acoustic)              | Larsson, Fredriksson, Michaels y Tranter                                                  |                                | 2:47     |  |
| 10.           | «Fragile» (Prince Fox featuring Hailee Steinfeld) | Jordan Palmer, Aaron Jennings, Sam Lassner y Jordan Humphries                             |                                | 3:36     |  |
| 11.           | «Flashlight» (Sweet Life Mix)                     | Sia Furler, Christian Guzmán, Jason Moore y Sam Smith                                     |                                | 2:58     |  |
| 12.           | «Love Myself» (Toy Armada & DJ GRIND Club Mix)    | Larsson, Fredriksson, Holter, Michaels, Tranter y Steinfeld                               | Mattman & Robin y Oscar Holter | 6:11     |  |

## Posicionamiento en listas
| Listas (2015)                      | Mejor posición |
| ---------------------------------- | -------------- |
| Canadá Albums (Billboard)          | 38             |
| Estados Unidos (Billboard Hot 100) | 57             |
| Japón (Oricon)                     | 76             |

## Historial de lanzamiento
| País   | Fecha                   | Formato                     | Discográfica |
| ------ | ----------------------- | --------------------------- | ------------ |
| Varios | 13 de noviembre de 2015 | Descarga digital, Streaming | Republic     |
| Varios | 26 de febrero de 2016   | Descarga digital, Streaming | Republic     |
| Varios | 15 de julio de 2016     | Descarga digital, Streaming | Republic     |
| Japón  | 19 de agosto de 2016    | Descarga digital, Streaming | Republic     |